# Киткины
Киткины — дворянский род.
Род внесён в родословные книги Смоленской и Санкт-Петербургской губернии. Фамилия во многом известна благодаря заслугам её представителей из числа морских и сухопутных офицеров.

## Происхождение рода
Первые упоминания восходят к середине XVII века, когда Киткины относились к посадским жителям Смоленска. Ранняя форма их фамилии — Китка. «Кита», «китка» в южно- и западнославянских языках «пучок (перьев)», «букет»), также Китка — уменьшительная форма имени Никита, зафиксированная ещё в XV веке. Основатель дворянской ветви, Иван Никифорович Киткин, был чиновником Смоленской губернской канцелярии в середине XVIII века.

## Представители
Иван Никифорович Киткин (~ 1710 — ?) канцелярист в Смоленской губернской канцелярии (1742), жена Татьяна Ивановна Яшевская, дочь помещика Неговского стана И. П. Яшевского и М. П. Коленовой.
- Семен Иванович Киткин, коллежский секретарь в правлении Смоленского наместничества (1779)[7].
- Ювеналий Иванович Киткин, подпоручик. Жена — дочь ротмистра Надежда Васильевна Потёмкина[8]. Дети: Анна, Михаил, Василий, Афанасий, Евтихий, Иван, Елена, Алексей.
  - Алексей Ювенальевич Киткин (~ 1790 — 15.02.1839). Католического исповедания. Участник Отечественной войны 1812 года[9]. Из помещиков Духовщинского уезда. В сражениях при Дрездене и Диппольдисвальде, под Кульмом и под Лейпцигом, в преследовании неприятеля до Рейна 09.03.1814, сражениях при Арси, Фер-Шампенуазе и под Парижем[10]. Уволен в чине подполковника с мундиром (1825). С 1830 года заседатель во 2-м департаменте[11]. С 1832 года причислен к дворянству Санкт-Петербургской губернии[12]. Заседатель в палатах уголовного (1830)[13] и гражданского суда (1831—1832)[14][15]. На 1833 — смотритель при Главном Адмиралтействе[16], в здании которого проживал (1836). Незадолго до смерти начал строительство собственного дома[17] на Каменноостровском проспекте. Награждён орденом Св. Анны 4 ст. Жена (с 1823) Елизавета Александровна Ранцова[18][19][20], во втором браке Рачинская (05.06.1805 — 16.09.1843) дочь бригадира А. Р. Ранцова (1758 — 23.03.1829), внебрачного сына[21][22][23] графа Р. И. Воронцова (1717—1783).
    - Александр Алексеевич Киткин (08.07.1824 — 15.02.1907). Главный смотритель Московского интендантского склада (1870). Генерал-майор (1873). Управляющий городом Гатчина (1882—1885). Награды: Св. Владимира 4 ст. с мечами и бантом, Св. Станислава 2 ст. с Имп. короной, Св. Анны 2 и 3 ст. и др. Женат на дочери генерал-майора Анне Александровне Шумилиной (02.02.1833 — 20.01.1901). Похоронен в Павловске.
      - Анна Александровна Киткина (03.12.1864 — после 1916), русская писательница и переводчица[24][25][26] произведений А. К. Дойла, Р. Киплинга, Р. Л. Стивенсона, Л. Буссенара[20]. Муж — капитан 1-го ранга Фридрих Адольфович Энквист (1840—1901), брат О. А. Энквиста. Сын —  Борис Фридрихович Энквист (1894 — ?) — выпускник пажеского корпуса. Обручён с Варварой Алексеевной Шаховской (сестрой мемуаристки З. А. Шаховской[27]).
      - Ольга Александровна Киткина (03.04.1868 — ?) в браке (1903) со штабс-капитаном Александром Александровичем Голубовым (1873 — ?).
      - Борис Александрович Киткин Архивная копия от 13 августа 2021 на Wayback Machine (01.05.1869 — 13.09.1909). Ротмистр. Отрядный офицер Сандомирской бригады Отдельного корпуса пограничной стражи (1906)[28]. Жена Мария Ивановна Тулубьева (25.03.1870 — пос. 1909).

    - Николай Алексеевич Киткин (21.02.1826 — 02.01.1899) майор. Командир роты 1-го Оренбургского линейного батальона (1869). Награждён орденом Св. Станислава 3 ст. и медалью за усмирение польского мятежа 1863—1864 гг. и др[29]. Женат на дочери коллежского советника Гарина, Варваре Петровне. После отставки жил в г. Алатырь. Умер в Петербурге. Погребен на Митрофаньевском кладбище.
    - Павел Алексеевич Киткин (28.05.1828 — 11.01.1899) контр-адмирал, участник Крымской войны. В боевых действиях в Балтийском море — на пароходе «Невка», при защите Кронштадта командовал яхтой «Толчея» и винтовой лодкой «Русалка» Сопровождал царскую семью в плавании между Петербургом и Кронштадтом (1856—1857). На протяжении 15 лет (1859—1874) успешно командовал яхтами «Волна» (при броненосной эскадре Г. И. Бутакова) и «Никси» (1864, в эскадре с Великими князьями). Участник церемонии бракосочетания Цесаревича Александра и принцессы Датской Марии (1867). Председатель экипажного суда (1871) и хозяйственного комитета Гвардейского экипажа (1873—1875). За 28 лет провел на кораблях более 10 лет, из них почти полных 4 года под парусами. Избирался почетным мировым судьёй на 4 срока (12 лет). Возглавлял попечительский совет Троицкой церкви в Мёдушах. Ордена: св. Станислава 2 ст., 3 ст. и с имп. короной, св. Анны 2 и 3 ст., св. Владимира 3 и 4 ст. и др. Из воспоминаний его сына П. П. Киткина: «был старым парусным моряком со всеми положительными и отрицательными качествами своего времени: безукоризненно честный, прямой, беззаветно преданный интересам службы и, хотя сам по себе человек добрый, но не терпевший возражений и считавший всякое свое распоряжение законом для членов своей семьи»[30]. Жена Евгения Никитична Баструева (24.12.1838 — 30.10.1930), дочь капитана-топографа. В семье родилось десять детей.
      - Николай Павлович Киткин (05.12.1857— 1941) — инженер-ротмистр. Выпускник Института гражданских инженеров. В браке с Л. Л. Боровик.
      - Александр Павлович Киткин (07.04.1859 — 14.09.1914) — офицер Российского императорского флота. Капитан 1-го ранга. Служил на Балтийском море и Тихом океане, находился в дальних походах. Участник обороны Порт-Артура.
      - Елизавета Павловна Киткина (04.11.1860 — 11.01.1940 Сталинград) замужем за полковником Федором Федоровичем Тыртовым (12.04.1854 — 07.01.1911). Дети: Сергей (1881—1942), Валентин (1885—1974), Михаил (1888 — пос. 1920), Варвара (1893—1942) и Лидия (1895 — пос. 1920) Тыртовы[31].
      - Павел Павлович Киткин Архивная копия от 13 августа 2021 на Wayback Machine (03.10.1863 — пос. 1926) офицер Пограничной стражи. Участник Первой мировой войны: подполковник 8-го Граевского полка, награждён орденами Владимира 4 ст. и Анны 2 ст. Контужен в голову. На лечении в Полтаве (1916)[32]. Состоял в Вооруженных силах Юга России. Взят в плен и попал на особый учёт в Полтавском ГПУ, снят с учёта в 1926 г. Проживал в Полтаве, работал казначеем в милиции. Супруга — Лидия Андреевна Шлейфер (23.03.1867 — 28.09.1908).
        - Борис Павлович Киткин (22.06.1896 —20.11.1972) выпускник Петроградского лесного института. Заведовал лесоустроительной партией ярославского Гублесотдела[33]. Умер в г. Владимир.
        - Елизавета Павловна Киткина (22.07.1898 — ?).

      - Ольга Павловна Киткина (28.05.1868 — 10.10.1918). По воспоминаниям, убита матросами около своего дома на Английском проспекте в 1918 году. Супруг — дворянин, коллежский советник (1916) Василий Александрович Шумилин (27.07.1872 — 05.12.1942). Дети: Елена (1901—1996) и Александр (1907—1991).
      - Мария Павловна Киткина (12.06.1873 — нач. 1919). В браке с Валерианом Владимировичем Семеновым[34][35] (с 04.10.1898), полковником лейб-гвардии 4-го стрелкового полка, героем Первой мировой войны, участником Белого движения. Брак расторгнут в июне 1910 года. Дети: Евгения (1899—1900) и Зинаида (1905—1916).
      - Пётр Павлович Киткин (13.06.1876—18.09.1954) — контр-адмирал, изобретатель. После 1918 года служил в РККФ. В мае 1942 года определён в службу капитаном 1-го ранга, с 5 ноября 1944 контр-адмирал ВМФ СССР. Доктор технических наук (1946). Скончался 18 сентября 1954 года, похоронен на Литераторских мостках Волковского православного кладбища. Жена: Ольга Леонидовна Боровик (1878—1956), сестра актёра Леонида Леонидовича Боровика.
      - Алексей Павлович Киткин Архивная копия от 13 августа 2021 на Wayback Machine (26.01.1879 — авг. 1942) — военный инженер, подполковник. Окончил Николаевское инженерное училище (мостостроитель). В должности командира сапёрной роты участвовал в Русско-японской войне. В составе инженерного батальона воевал во время Первой мировой войны, в частности, руководил строительством моста через реку Висла. С декабря 1918— в Красной Армии. Преподавал сапёрное дело и был помощником заведующего учебной частью в Военно-инженерном училище Николаева. Скончался от истощения в августе 1942 года в Ленинграде. Жена: Татьяна Дмитриевна Живкович (04.12.1888 — 1944), племянница А. А. Живковича.
        - Марина Алексеевна Киткина (12.04.1910 — 25.10.1984) кандидат филологических наук. Была деканом факультета иностранных языков в РГПУ им. Герцена. Замужем за инженером Николаем Георгиевичем Боровиком (1902 Карс — 23.02.1985). В 1935 году особым совещанием НКВД приговорена вместе с супругом к 5 годам ссылки в Самару (как «социально-опасные элементы»). В 1936 году — приговор отменен, в 1989 — реабилитированы[36]. Дочь Валерия Николаевна Боровик (1938—2021) доктор физико-математических наук, гелиофизик, Научный советник Главной (Пулковской) обсерватории РАН.
        - Павел Алексеевич Киткин (12.09.1914 — 02.05.2001). Инженер-океанолог. Доктор физико-математических наук (1955). Заведующий кафедрой высшей математики КТИРПиХ (1965—1987). Автор трудов по математическому моделированию оптимизации в рыбном флоте[37]. Жена Казимира Брониславовна Левандовская (14.02.1918 — 05.09.1981). Старший инженер гидрометеорологической обсерватории балтийского флота.
          - Татьяна Павловна (Киткина) Куклеева (10.04.1947) старший инженер.
          - Елена Павловна (Киткина) Шульга (27.05.1951) заведующая лабораторией КГТУ (1985—2001).
          - Надежда Павловна (Киткина) Иванова (15.05.1955) инженер.

    - Алексей Алексеевич Киткин (18.11.1835 — пос. 1897). Капитан 1-го ранга[38]. В первые годы морской службы участвовал в Крымской войне. На фрегатах «Фер-Шампенуаз» и «Кульм» защищал подступы к Кронштадту. С 1857 года на Каспийском флоте. Участник Русско-Турецкой войны, командовал пароходом «Сестрица» на Дунае. Ордена: св. Станислава 2 и 3 ст., Св. Анны 2 и 3 ст., персидский орден Льва и солнца 3 ст. Жена — Антонина Фердинандовна Орбелиани (1847 — 01.08.1881 Николаев).
      - Мария Алексеевна Киткина (19.06.1869 — после 1897). На 1897 год жила с отцом в Одессе.
      - Николай Алексеевич Киткин (14.09.1870 — 21.01.1915) полковник, военный юрист, герой Первой мировой войны.
      - Константин Алексеевич Киткин Архивная копия от 13 августа 2021 на Wayback Machine (22.02.1873 Гельсингфорс — 22.11.1941 Париж). Капитан 1 ранга. С 1887 до 1895 г во внутренних плаваниях на судах «Рюрик», «Боярин», «Князь Пожарский» и «Баян». Затем служил на броненосце «Император Александр II», эскадренном миноносце «Гангут» и минном крейсере «Посадник», судах «Император Николай I», «Красная горка», «Абрек», «Севастополь», «Полтава». С 1903 в Каспийском флоте на кораблях «Чихишляр», «Аракс», «Геок-Тепе». С 1906—1910 в увольнении от морской службы по распоряжению начальства. С 1911 по 1914 годы командир крейсера «Коршун» в Одесской бригаде пограничной стражи. 19.01.1915 в резерве при штабе Кавказского военного округа. 3 июля 1915 назначен в 78-ю Артиллерийскую бригаду. В 1921 году жил на Большом проспекте и устроился в Петроградский судоходный отдел[39]. Супруга работала там же счетоводом. В том же году привлекался ВЧК «за контрабанду, спекуляцию и переправку за границу темных личностей»[40]. Вскоре семья оказалась в эмиграции. Член Военно-морского исторического кружка в Париже (1928)[41]. Умер 22.11.1941[42]. Погребен на кладбище Сент-Женевьев-де-Буа. Жена Елена Ивановна Деминская (28.01.1883 — 12.03.1950).
        - Георгий Константинович Киткин (23.03.1905 Одесса — пос.1959). Оперный певец. С 1921 года добровольцем поступил на Балтийский флот[43]. В 1922 году в Финляндии, а с 1924 — во Франции. В 1937 выступил в зале Русской консерватории в Париже в благотворительном концерте, организованном Объединением русских в Клиши. В 1937 на вечере, посвященном А. С. Пушкину, пел в опере П. И. Чайковского «Евгений Онегин» (концертное исполнение) в зале «Gaveau». По данным советского МИДа, якобы, служа во французской армии, оказался в немецком плену (1939), был завербован и работал на немецкую контрразведку. После окончания войны, согласно докладу, был арестован французами и, предположительно, по заданию разведки добивался разрешения на въезд в СССР и страны народной демократии. Указом Президиума Верховного совета СССР от 14.06.1946 получил советское гражданство, а в 1950 — совзагранвид (советский паспорт). В 1953 году лишен гражданства СССР[44]. Входил в правление Союза русских дворян (1957)[45]. Подавал прошение (1959) о членстве в союзе Великой ложи Франции[46].

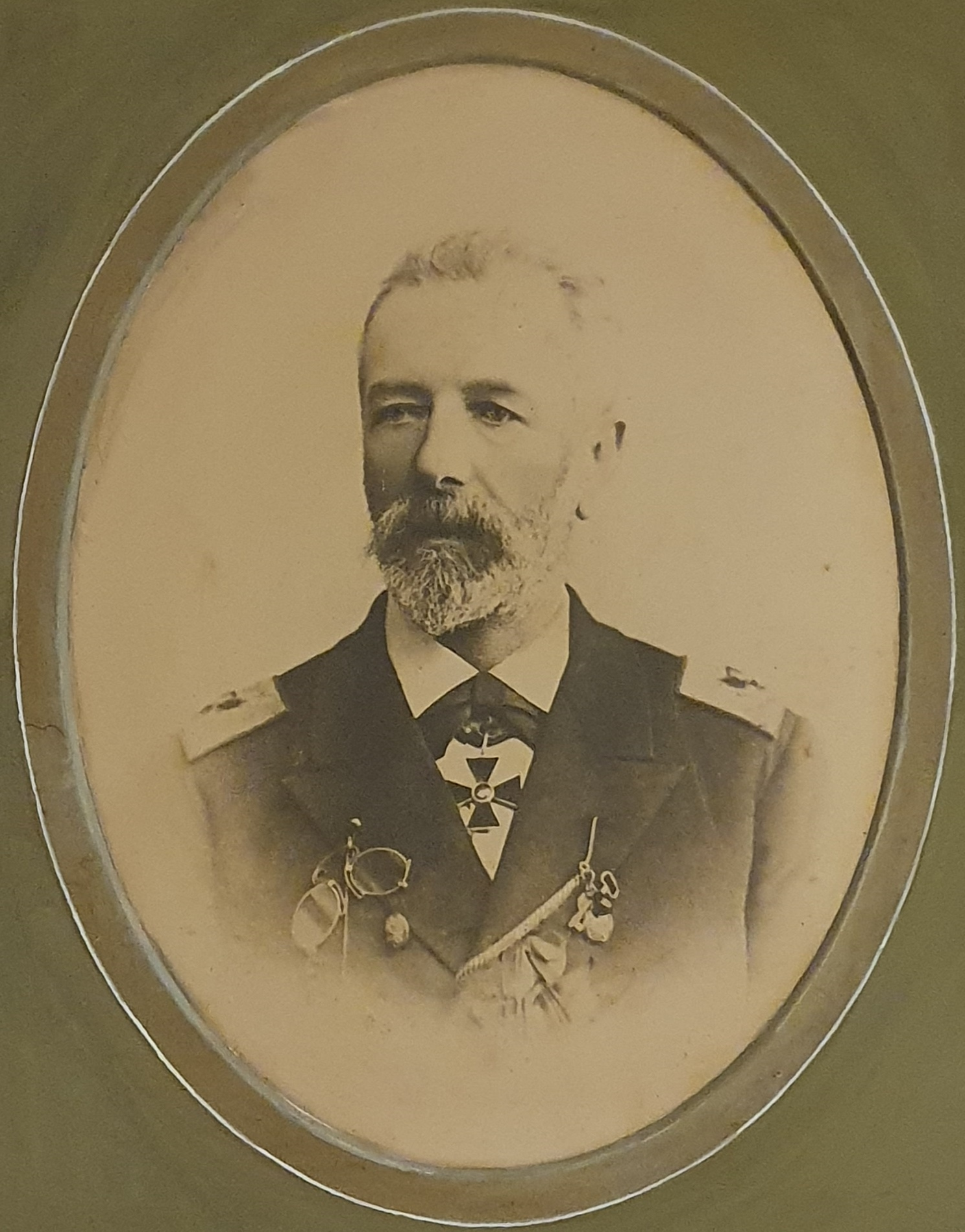
Павел Алексеевич Киткин (1828-1899)
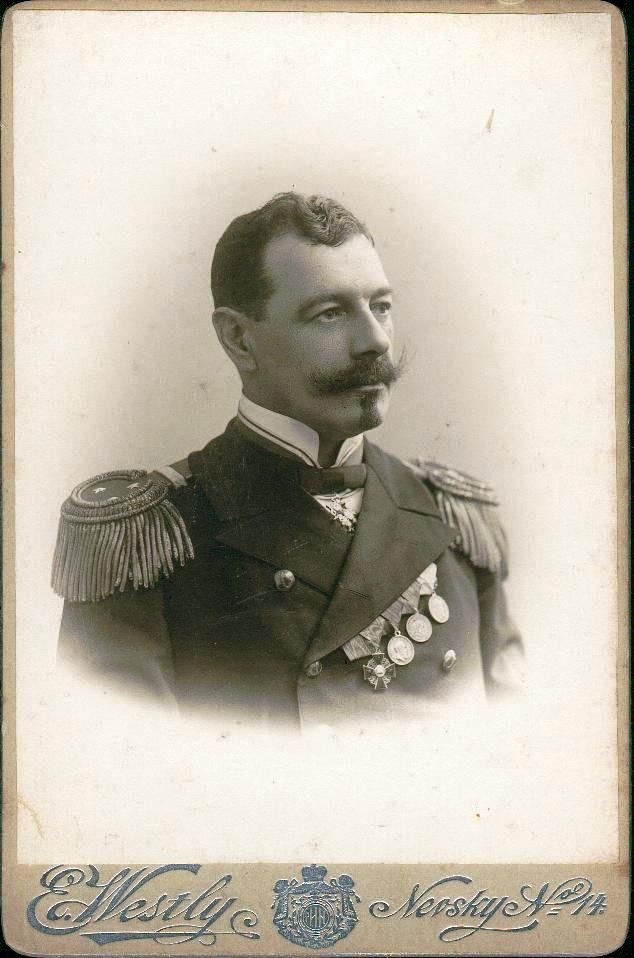
Александр Павлович Киткин (1859-1914)
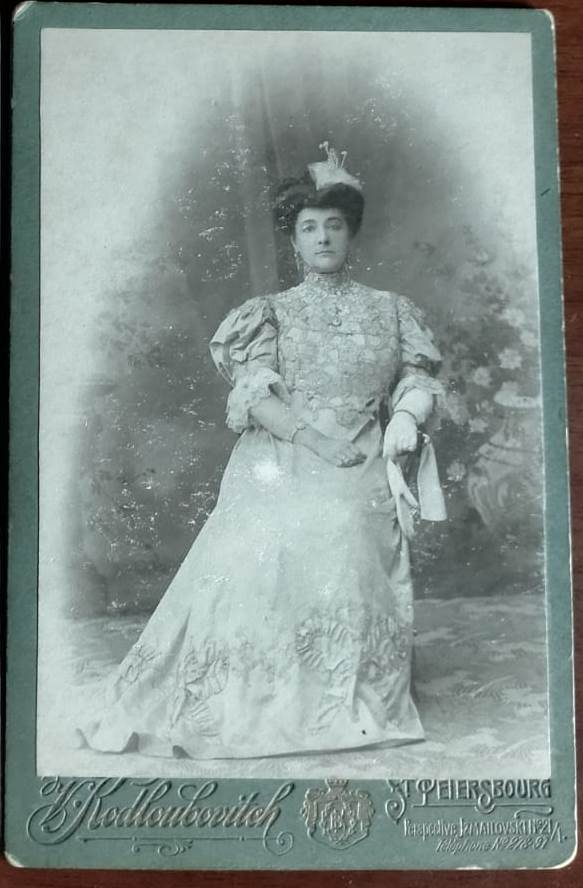
Елизавета Павловна (Киткина) Тыртова
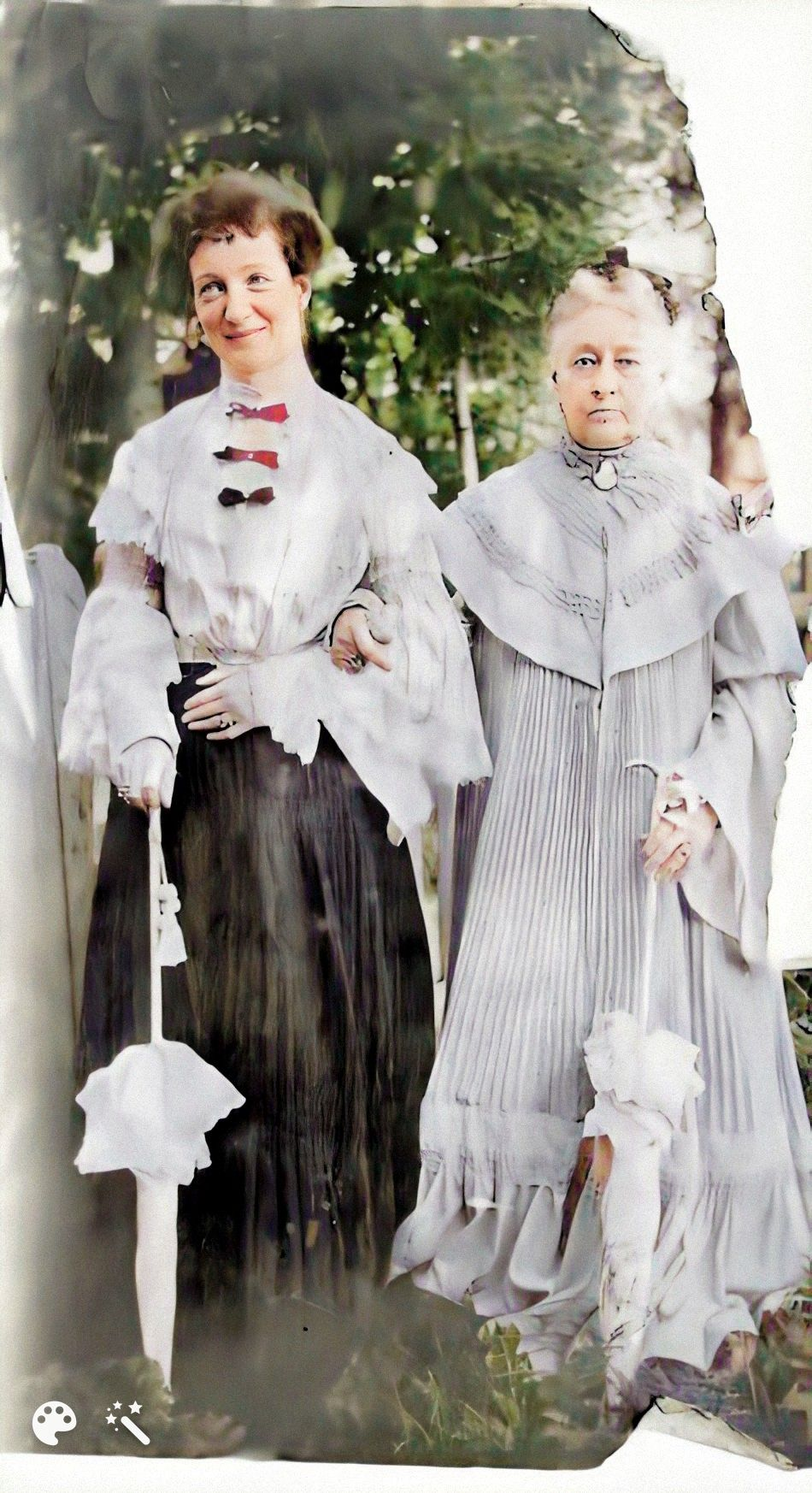
Ольга Павловна (Киткина) Шумилина с матерью
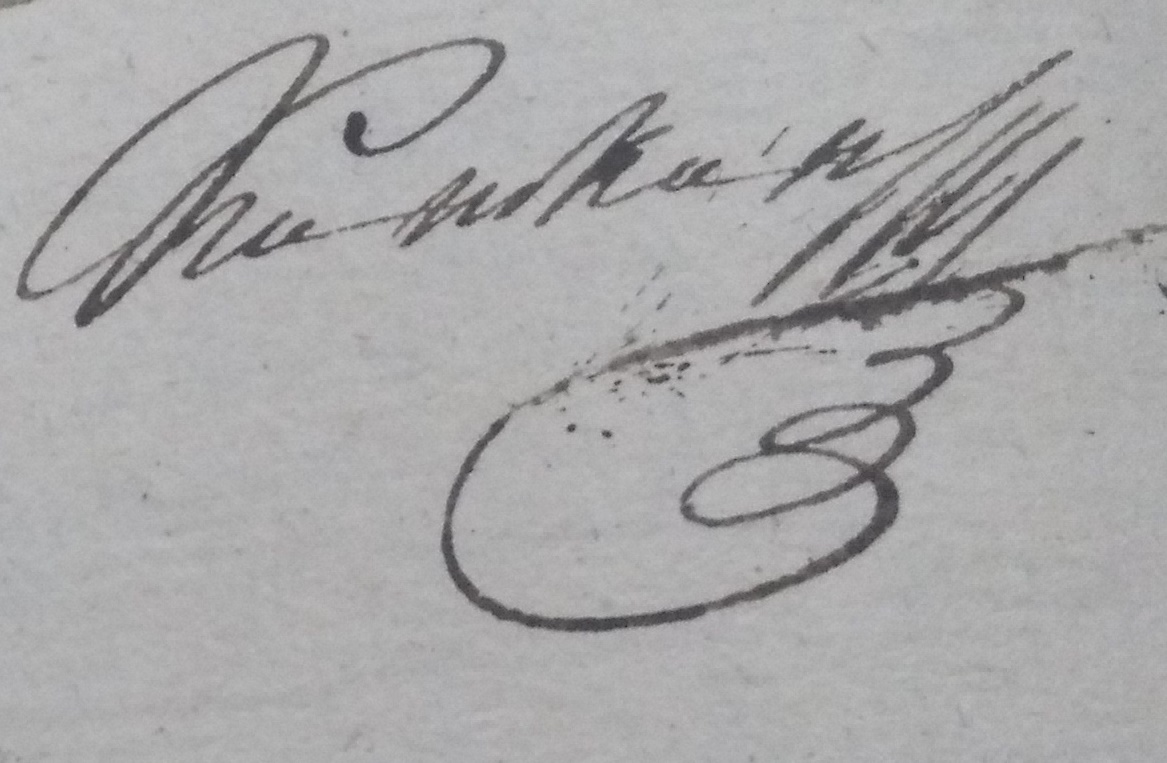
Подпись Алексея Ювенальевича Киткина